# Episodi di Blood & Water
La prima stagione della serie televisiva Blood & Water, composta da 6 episodi, è stata realizzata e distribuita dal servizio on demand Netflix il 20 maggio 2020.
| n° | Titolo originale  | Titolo italiano        | Pubblicazione originale | Pubblicazione Italia |
| -- | ----------------- | ---------------------- | ----------------------- | -------------------- |
| 1  | Fiksation         | Un'ossessione per Fiks | 20 maggio 2020          | 20 maggio 2020       |
| 2  | The Interview     | L'intervista           | 20 maggio 2020          | 20 maggio 2020       |
| 3  | Propaganda        | Propaganda             | 20 maggio 2020          | 20 maggio 2020       |
| 4  | Payback's a B*tch | Un'aspra vendetta      | 20 maggio 2020          | 20 maggio 2020       |
| 5  | Frenemy No. 1     | Nemiche amiche         | 20 maggio 2020          | 20 maggio 2020       |
| 6  | Trippin'          | Paranoia               | 20 maggio 2020          | 20 maggio 2020       |